# Brevipalpus cassia
Brevipalpus cassia är en spindeldjursart som beskrevs av Baker, Tuttle och Abbatiello 1975. Brevipalpus cassia ingår i släktet Brevipalpus och familjen Tenuipalpidae. Inga underarter finns listade.